# Vioolconcert (Sessions)
Roger Sessions componeerde zijn vioolconcert in 1936; andere bronnen houden 1940 aan.
Sessions bevond zich in een periode in zijn leven, dat zijn composities nog wel in de categorie tonale muziek vielen, maar dat hij dat begrip tot het uiterste oprekte. Dit heeft er mede voor gezorgd dat dit vioolconcert niet zo bekend werd. Door geen duidelijke stijl te kiezen viel het tussen het wal en het schip. Bijvoorbeeld het vioolconcert van Alban Berg, dat toch als een van de moeilijkst te doorgronden vioolconcerten geldt is populairder dan dit werk.

## Compositie
Het vioolconcert kent vier delen:
1. Largo e tranquillo
2. Scherzo : Allegro
3. Romanza : Andante
4. Molto vivace e sempre con fuoco.

Deze klassieke terminologie geeft alleen maar een kleine indicatie. De muziek zit technisch ongetwijfeld goed in elkaar, maar er is net onvoldoende harmonie aanwezig om gerekend te kunnen worden tot de klassieke stroming en weer net te veel harmonie om het te rekenen tot de seriële muziek waartoe Sessions zich later bekeerde.
Er is ook weinig sprake van samenspel of reactie tussen solist en orkest; het lijkt of ze beide los van elkaar toevallig in hetzelfde muziekstuk zijn beland. En dat is nou net een van de stijlkenmerken van Sessions.

## Bron en discografie
- Uitgave Albany Records; Ole Böhn (viool) met het Monadnock Festival Orchestra o.l.v. James Bolle; (bron)
- Uitgave New World Records/CRI; Paul Zukofski; 20th Century Orchestra o.l.v. Günther Schuller.